# Cees Rienks de Boer

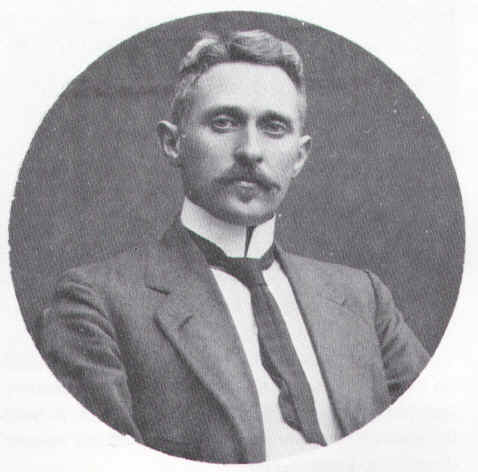
Cees Rienks de Boer

Cornelis Rienks (Cees) de Boer (Amsterdam, 3 augustus 1881 – Beetsterzwaag, 4 januari 1966) was gemeentearchitect van Drachten.

## Leven en werk
In september 1920 wordt hij door Evert Rinsema voorgesteld aan kunstenaar Theo van Doesburg. Van Doesburg ontwerpt een groot aantal 'kleuroplossingen' en glas-in-loodramen voor projecten van De Boer. Het eerste gezamenlijke project dat De Boer en Van Doesburg uitvoeren zijn een zestiental 'middenstandswoningen' aan de Torenstraat, Oosterstraat en Houtstraat in Drachten. De ongewone kleuroplossing van dit huizenblok komt De Boer echter op stevige kritiek te staan. Herman Martin wijst het in het artikel 'Lelijk Drachten' in de Dragtster Courant resoluut af en pleit voor een 'schoonheidscommissie'. In antwoord hierop verduidelijkt De Boer zijn redenen om met Van Doesburg in zee te gaan: 'Stelt men zich voor een geheele straat in “kleuren” als onze trotsche H.B.S., wat zou dit versuffend werken. Wat zou ook dit forsche gebouw veel aan waarde winnen, wanneer het in pittige kleuren was geschilderd; de eentonige gevellap zou dan gaan werken. Om mijn doel te bereiken heb ik mij in verbinding gesteld met den kunstenaar Theo van Doesburg, wiens manier van werken mij den laatsten tijd zeer aantrok'. In december 1921 reist Van Doesburg vanuit Weimar naar Drachten om zich daar op 22 december in de lezing 'De kleur in onze woning' voor het project te verantwoorden. Dit verhindert echter niet dat kort daarna de Papegaaienbuurt, zoals het wijkje inmiddels is gaan heten, door de gemeente op aanvraag van de bewoners werd overgeschilderd.

## Ontwerpen

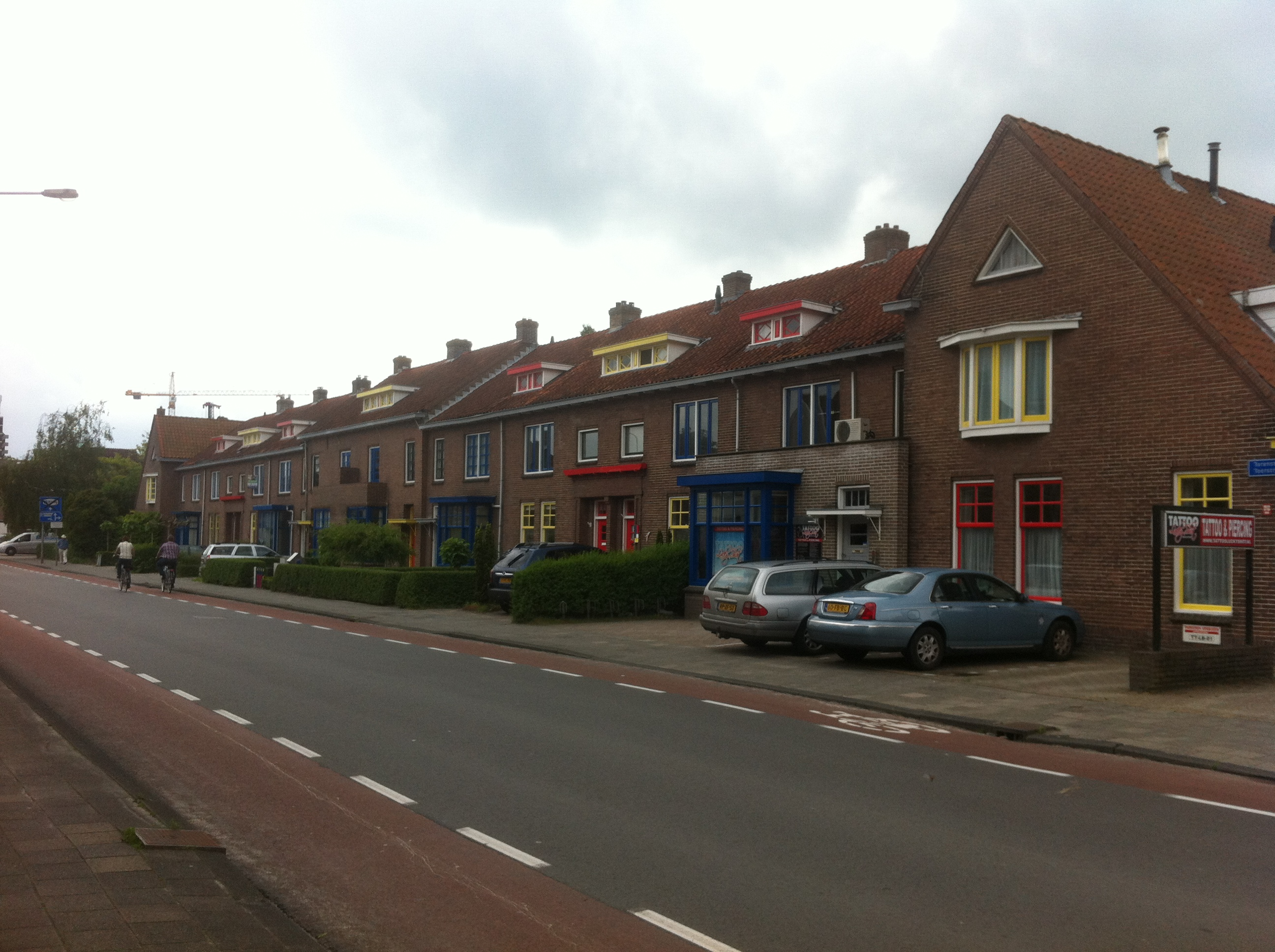
De Papegaaienbuurt.

- Middenstandswoningen, Torenstraat, Oosterstraat en Houtstraat (Papegaaienbuurt), Drachten (1921).[3]
- Landbouwwinterschool (nu Agrarisch Onderwijs Centrum Friesland), Torenstraat 12-14, Drachten (1921).[4]
- Winkelpand, Vogelsang 46, Drachten (1922; verdwenen).[5]
- Woonhuis C.R. de Boer, Stationsweg 52, Drachten (1922; verdwenen).[6]
- Christelijke ULO Rehobôth (nu Christelijke Scholengemeenschap Liudger College; i.s.m. Theo van Doesburg), Stationsweg 118, Drachten (1922).[7]
- woning annex pakhuis aan de geelgorsstraat 3-5 in drachten 1955 (zonder de huidige uitbouw aan de voorkant)
- Woning Moleneind ZZ 61, Drachten (nu een restaurant; uitgebrand).